# Papa Clemente XIII
Clemente XIII, nascido Carlo della Torre-Rezzonico; (Veneza, 7 de março de 1693 – Roma, 2 de fevereiro de 1769) foi o Papa da Igreja Católica e Soberano dos Estados Papais de 6 de julho de 1758 até a data de sua morte.
Nasceu em Veneza e era filho do barão Giovani Battista della Torre-Rezzonico e de Vitória Barbarigo. No início do pontificado, Clemente XIII escreveu cartas aos soberanos da Europa, empenhados na guerra dos Sete Anos (1756-1763). O novo Papa conseguiu extinguir a velha animosidade entre a sua cidade natal (Florença), e a sede do Papado, Roma. Socorreu o povo na carestia de 1764, acolhendo 14 mil pessoas. Obrigou os latifundiários dos Estados Pontifícios a plantarem suas terras. Mandou velar nos museus as obras artísticas consideradas por alguns de realismo exagerado. Coibiu abusos de copistas inescrupulosos, que se serviam dos Arquivos romanos. Reprovou (1764) o livro em que João Nicolau de Hontheim (Johann Nikolaus von Hontheim), escondido atrás do pseudônimo de Justinus Febronius, atacava a soberania do Papa.
A negação de toda a religião, pregada sob a capa de racionalismo por Voltaire, Rousseau e outros, desencadeou a perseguição aos batalhadores da Igreja, os Jesuítas. Em Portugal o Marquês de Pombal implicou-os num atentado contra o rei Dom José; mandou queimar o Padre Gabriel Malagrida (velho de 72 anos) e expulsou os demais, também do Brasil, onde eram os únicos mestres e a base da instrução. Perseguiam-nos em França o ministro Choiseul e a marquesa de Pompadour; na Espanha o conde de Aranda; no reino de Nápoles o ministro Bernardo Tanucci; no ducado de Parma o chanceler Guillaume du Tillot. Até os cavaleiros de Malta, em sua maioria portugueses, rejeitavam os Jesuítas, apenas defendidos pelo Papa (através da bula Apostolicum pascendi múnus).
Clemente XIII morreu a 2 de Fevereiro de 1769, amargurado pela insistência dos soberanos da família Bourbon, inimigos dos Jesuítas.

## Biografia

### Início da vida
Carlo della Torre di Rezzonico nasceu em 1693 em uma família recentemente enobrecida de Veneza, o segundo de dois filhos do homem que comprou o palácio inacabado do Grande Canal (agora Ca 'Rezzonico) e terminou sua construção. Nascido filho de Giovanni Battista Rezzonico e Vittoria Barbarigo, seu irmão era Aurélio.
Ele recebeu uma educação jesuíta em Bolonha e depois estudou na Universidade de Pádua, onde obteve seu doutorado em direito canônico e direito civil. De lá, ele viajou para Roma, onde frequentou a Academia Pontifícia de Nobres Eclesiásticos.
Em 1716, Rezzonico se tornou o referendo da Assinatura Apostólica e em 1721 foi nomeado governador de Fano. Ele foi ordenado ao sacerdócio em 23 de dezembro de 1731 em Roma. O Papa Clemente XII o nomeou cardeal em 1737 como o cardeal-diácono de São Nicolau no Cárcere. Ele também ocupou vários cargos importantes na Cúria Romana .
Rezzonico foi escolhido como Bispo de Pádua em 1743 e recebeu a consagração episcopal em Roma pelo Papa Bento XIV, na presença de Giuseppe Accoramboni e cardeal Antonio Saverio Gentili como co-consecrators. Rezzonico visitou sua diocese em ocasiões frequentes e reformou a maneira como a diocese corria, prestando atenção às necessidades sociais da diocese. Ele foi o primeiro a fazer isso em cinco décadas. Mais tarde, ele optou por se tornar o cardeal-sacerdote de Santa Maria em Ara Coeli em 1747 e mais tarde para se tornar o cardeal-sacerdote de São Marcos em 1755.

## Pontificado

### Eleição para o papado

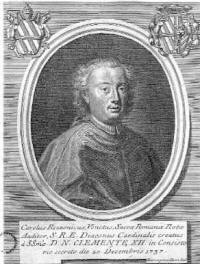
Cardeal Rezzonico entre 1737 e 1744

O Papa Bento XIV morreu de gota em 1758 e o Colégio de Cardeais se reuniu no conclave papal para eleger um sucessor. As negociações diretas entre as facções rivais resultaram na proposta para a eleição de Rezzonico. Na noite de 6 de julho de 1758, Rezzonico recebeu 31 votos dos 44 possíveis, um a mais que a quantia necessária. Ele escolheu o nome pontifício de "Clemente XIII" em homenagem ao Papa Clemente XII, que o elevou ao cardinalato. Rezzonico foi coroado pontífice em 16 de julho de 1758 pelo protodeacon, cardeal Alessandro Albani.

### Ações
Não obstante a mansidão e a afabilidade de seu caráter ereto e moderado, ele foi modesto em relação a uma falha (ele tinha esculturas clássicas no Vaticano com folhas de figueira produzidas em massa) e generoso com sua extensa fortuna particular. Ele também permitiu traduções vernaculares da Bíblia em países católicos.

### Os jesuítas
O pontificado de Clemente XIII foi repetidamente perturbado por disputas a respeito das pressões para suprimir os jesuítas provenientes dos círculos progressistas do Iluminismo dos filósofos na França.
Clemente XIII colocou a Enciclopédia de D'Alembert e Diderot no Índice, mas esse índice não foi tão eficaz quanto no século anterior. Resistências mais inesperadas vieram dos tribunais menos progressistas da Espanha, das Duas Sicílias e de Portugal. Em 1758, o ministro reformador de José I de Portugal (1750–1777), o marquês de Pombal, expulsou os jesuítas de Portugal e transportou todos para Civitavecchia, como um "presente para o Papa". Em 1760, Pombal enviou o núncio papal para casa e chamou o embaixador português do Vaticano. O panfleto intitulado A Relação Breve, que alegava que os jesuítas haviam criado seu próprio reino soberano independente na América do Sul e tiranizado os nativos americanos , tudo no interesse de uma ambição e avareza insaciáveis, também danificou a causa jesuíta.

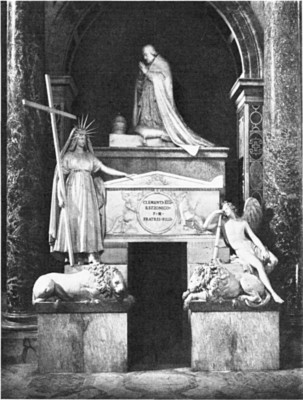
Túmulo de Clemente XIII na Basílica de São Pedro

Em 8 de novembro de 1760, Clemente XIII emitiu uma bula papal, Quantum ornamenti, que aprovou o pedido do rei Carlos III de Espanha de invocar a Imaculada Conceição como a padroeira da Espanha, juntamente com seus territórios oriental e ocidental, enquanto continuava a reconhecer São Tiago o Maior como co-patrono.
Na França, o Parlamento de Paris, com sua forte formação burguesa superior e simpatias jansenistas, iniciou sua campanha para expulsar os jesuítas da França na primavera de 1761, e os trechos publicados dos escritos jesuítas, o Extrait des assertions, forneciam aos anti-jesuítas munição (embora, sem dúvida, muitas das declarações contidas no Extrait foram feitas para parecer piores do que por omissão criteriosa de contexto). Embora uma congregação de bispos reunida em Paris em dezembro de 1761 não recomendasse nenhuma ação, Luís XV de França (1715-1774) promulgou uma ordem real permitindo que a Sociedade permanecesse na França, com a condição de que certas mudanças essencialmente liberalizantes em sua instituição satisfizessem o Parlamento com um vigário geral jesuíta francês que seria independente do general em Roma. Quando o parlamento, por volta de 2 de agosto de 1762, suprimiu os jesuítas na França e impôs condições insustentáveis a qualquer um que permanecesse no país, Clemente XIII protestou contra essa invasão dos direitos da Igreja e anulou as detenções. ministros de Luís XV não poderia permitir tal uma revogação da lei francesa, e o rei finalmente expulsou os jesuítas em novembro 1764.
Clemente XIII adotou calorosamente a ordem jesuíta em uma bula papal, Apostolicum pascendi, em 7 de janeiro de 1765, que descartou as críticas aos jesuítas como calúnias e elogiou a utilidade da ordem; foi amplamente ignorado: em 1768 os jesuítas haviam sido expulsos da França, das Duas Sicílias e de Parma. Na Espanha, eles pareciam seguros, mas Carlos III de Espanha (1759 a 1788), ciente das prolongadas contenções na França Bourbon, decidiu por uma eficiência mais peremptória. Durante a noite de 2 a 3 de abril de 1767, todas as casas jesuítas da Espanha foram subitamente cercadas, os habitantes presos, enviados para os portos com as roupas que estavam vestindo e agrupados em navios para Civitavecchia. A carta do rei a Clemente XIII prometeu que seu subsídio de 100 piastras a cada ano seria retirado para toda a ordem, caso algum deles se aventurasse a qualquer momento para escrever algo em legítima defesa ou em crítica aos motivos da expulsão, motivos que ele se recusou a discutir, então ou no futuro.
O mesmo destino os esperava nos territórios do duque de Bourbon de Parma e Piacenza, aconselhado pelo ministro liberal Guillaume du Tillot . Em 1768, Clemente XIII emitiu um forte protesto (monitorium) contra a política do governo parmês. A questão da investidura de Parma agravou os problemas do papa. Os reis Bourbon abraçaram a briga de seus parentes, tomaram Avignon, Benevento e Pontecorvo e se uniram em uma demanda peremptória pela total repressão dos jesuítas (janeiro de 1769).
Levado a extremos, Clemente XIII consentiu em chamar um consistório para considerar o passo, mas na véspera do dia marcado para sua reunião ele morreu, não sem suspeita de veneno, do qual, no entanto, parece não haver evidências conclusivas.

### Ecumenismo

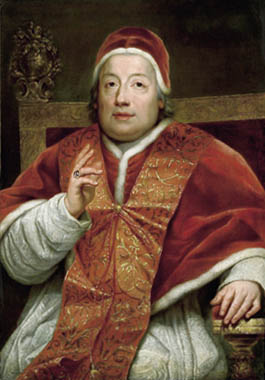
Um retrato do Papa Clemente XIII

Clemente XIII apoiou os planos de reunir a Igreja Católica, com antigos ramos católicos que se separaram de Roma em 1724 sobre a questão da autoridade papal, bem como com os protestantes. Isso fez pouco progresso, uma vez que Clemente se recusou a comprometer a doutrina com os protestantes ou a autoridade papal com os antigos católicos.
Em apoio a essa política, ele reconheceu os hanoverianos como reis da Grã-Bretanha, apesar da residência de longo prazo de Roma para com a Casa Católica de Stuart. Quando Jaime Francisco Eduardo Stuart, também conhecido como James III, morreu em 1766, Clement se recusou a reconhecer seu filho Carlos Eduardo Stuart como Carlos III, apesar das objeções de seu irmão, o cardeal Henrique Benedito Stuart.

### Outras atividades
Clemente XIII criou 52 novos cardeais em sete consistórios em seu pontificado. O papa criou seu sobrinho Carlo como cardeal em seu primeiro consistório e mais tarde criou Antonio Ganganelli — que o sucederia como Papa Clemente XIV — como cardeal.
O papa aprovou o culto para várias pessoas: Andrew de Montereale e Vincent Kadlubek em 18 de fevereiro de 1764, Angelus Agostini Mazzinghi em 7 de março de 1761, Antônio Neyrot em 22 de fevereiro de 1767, Augustine Novello em 1759, Elizabeth Achler em 1759, Elizabeth Achler em 19 de julho de 1766, James Bertoni em 1766, Francesco Marinoni em 5 de dezembro de 1764, Mattia de Nazarei em 27 de julho de 1765, Sebastian Maggi em 15 de abril de 1760 e Angela Merici em 30 de abril de 1768. Beatificou formalmente Beatrix de Este, o Velho, em 19 de novembro de 1763, e Bernard de Corleone em 15 de maio de 1768 e Gregório Barbarigo em 6 de julho de 1761.
Clemente XIII canonizou quatro santos em seu pontificado: Jerónimo Emiliano, José de Calasanz, José de Cupertino e Serafino de Montegranaro em 16 de julho de 1767.

### Morte
Clemente XIII morreu na noite de 2 de fevereiro de 1769 em Roma. Ele havia participado das solenidades que marcavam a Festa da Purificação de Maria , e notou-se que participou com muito fervor que indicaria boa saúde. Depois do almoço, teve uma série de audiências, mas não saiu do palácio devido ao tempo excepcionalmente frio que assolou aquela semana. Mais tarde, recebeu o sobrinho em audiência e depois encontrou-se com o Cardeal Secretário de Estado antes de jantar com o sobrinho, Abbondio Rezzonico, senador de Roma. No entanto, quando o papa se preparava para dormir depois de recitar as orações da noite com seu ajudante tirando as meias, ele de repente caiu na cama, exclamando: "Ó Deus, ó Deus, que dor!" O médico, imediatamente convocado, tentou sangria , mas Clemente XIII morreu rapidamente com sangue borbulhando na boca por volta das 17h15. Acredita-se geralmente que o papa sofreu um aneurisma de um vaso sanguíneo próximo ao coração.
Ele foi sepultado em 8 de fevereiro de 1769 no Vaticano, mas seus restos mortais foram transferidos em 27 de setembro de 1774 para um monumento no Vaticano que foi esculpido por Antonio Canova a pedido do senador Abbondio Rezzonico, sobrinho do falecido pontífice.
Do Registro Anual de 1758: o Papa Clemente XIII era "o homem mais honesto do mundo; um eclesiástico mais exemplar; dos mais puros costumes; devoto, firme, instruído, diligente…".

## Brasão

### Descrição
Escudo eclesiástico esquartelado: o 1.º de goles com uma cruz de argente; o 2.º e o 3.º de blau com uma torre de duas ordens, de argente, com ameias guelfas, aberta, lavrada e iluminada de sable; o 4º de goles com três barras de argente; sobre o todo um escudete de jalde timbrado de uma coroa antiga e carregado de uma águia bicéfala de voo estendido de sable, coroada do campo nas duas cabeças. O escudo está assente em tarja branca. O conjunto pousado sobre duas chaves decussadas, a primeira de jalde e a segunda de argente, atadas por um cordão de goles, com seus pingentes. Timbre: a tiara papal de argente com três coroas de jalde. Quando são postos suportes, estes são dois anjos de carnação, sustentando cada um, na mão livre, uma cruz trevolada tripla, de jalde.

### Interpretação
O escudo obedece às regras heráldicas para os eclesiásticos. Nele estão representadas as armas familiares do pontífice, mas com cor modificada, pois os ‘’della Torre de Rezzonico’’ usavam uma torre de argente em campo de sable. No 1º e no 4º, os campos de goles (vermelho) simbolizam: o fogo da caridade inflamada no coração do Soberano Pontífice pelo Divino Espírito Santo, que o inspira diretamente do governo supremo da Igreja, bem como valor e o socorro aos necessitados, que o Vigário de Cristo deve dispensar a todos os homens. A cruz, símbolo da fé cristã, e as barras, sendo de argente (prata) simbolizam: inocência, castidade, pureza e eloquência. No 2º e no 3º, o campo de blau (azul) representa o firmamento celeste e ainda o manto de Nossa Senhora, sendo que este esmalte significa: justiça, serenidade, fortaleza, boa fama e nobreza, sendo a torre as armas falantes da família, com o significado de seu metal, argente (prata), acima descrito. O escudete, com sua águia bicéfala coroada, é uma referência ao Sacro Império Romano, do qual os membros da família Rezzonico eram barões; por seu metal jalde (ouro), traduz: nobreza, autoridade, premência, generosidade, ardor e descortínio e pela cor da águia, sable (preto), traduz sabedoria, ciência, honestidade e firmeza.
Os elementos externos do brasão expressam a jurisdição suprema do papa. As duas chaves "decussadas", uma de jalde (ouro) e a outra de argente (prata) são símbolos do poder espiritual e do poder temporal. E são uma referência do poder máximo do Sucessor de Pedro , relatado no Evangelho de São Mateus, que narra que Nosso Senhor Jesus Cristo disse a Pedro: "Dar-te-ei as chaves do reino dos céus, e tudo o que ligares na terra será ligado no céu, e tudo o que desligares na terra, será desligado no céu" (Mt 16, 19). Por conseguinte, as chaves são o símbolo típico do poder dado por Cristo a São Pedro e aos seus sucessores.
A tiara papal usada como timbre, recorda, por sua simbologia, os três poderes papais: de Ordem, Jurisdição e Magistério, e sua unidade na mesma pessoa.

## Ordenações[12]

### Ordenações episcopais
Foi o principal sagrante dos seguintes bispos:
- Domenico Monti † (1750)
- Pellegrino Ferri † (1750)
- Gian Alberto De’ Grandi, C.R.L. † (1750)
- Antoni Kryezezi, O.F.M. † (1750)
- Giovanni Maria Castelvetri † (1750)
- Marco Antonio Lombardi † (1751)
- Jean-Baptiste-Marie Champion de Cicé † (1758)
- Henrique Benedito Stuart † (1758)
- Marco Giuseppe Cornaro † (1759)
- Antonio Maria Erba-Odescalchi † (1759)
- Ludovico Valenti † (1759)
- Filippo Josiah Caucci † (1760)
- Giuseppe Locatelli † (1760)
- Francesco Carafa della Spina di Traetto † (1760)
- Pietro Colonna-Pamphili † (1760)
- Cesare Alberico Lucini † (1760)
- Antonio Eugenio Visconti † (1760)
- Giovanni Francesco Albani † (1760)
- Giovanni Carlo Boschi † (1760)
- Giovanni Lercari † (1760)
- Benedetto Mattei † (1760)
- Gioacchino Maria Pontalti, O.Carm. † (1762)
- Marcantonio Colonna, Jr. † (1762)
- Antonio Ripanti † (1762)
- Giannagostino Gradenigo, O.S.B. † (1762)
- Tommaso Maria Ghilini † (1763)
- Gianbattista Colombini, O.F.M.Conv. † (1764)
- Urbano Paracciani Rutili † (1764)
- Luigi Valenti Gonzaga † (1764)
- Giovanni de Vita † (1764)
- Giambattista Muggiasca † (1764)
- Guido Calcagnini † (1765)
- Filippo Maria Pirelli † (1765)
- Salvatore Andriani, B. † (1765)
- Giovanni Girolamo Gradenigo, C.R. † (1766)
- Arnaldo Speroni, O.S.B. † (1766)
- Alessandro Pisani † (1766)
- Ignazio Reali † (1766)
- Michael Angelus Giacomelli † (1766)
- Giovanni Battista Caprara † (1766)
- Giovanni Archinto † (1766)
- Angelo Maria Durini † (1766)
- Francesco Saverio de Zelada † (1766)
- Olivier-Simon Le Bon, M.E.P. † (1766)
- Bernardino Giraud † (1767)
- Giovanni Nani † (1767)
- Orazio Mattei † (1767)
- Giuseppe Maria Contesini † (1768)